# Soldats napoléoniens
Soldats napoléoniens est une revue trimestrielle française, traitant de l'histoire militaire sous Napoléon Bonaparte.

## Description
Le premier numéro, publié par Doussard, paraît le 20 mars 2004 en couleur. Selon l'éditeur, la date de début de la publication est à partir du troisième numéro, c'est-à-dire le 20 septembre 2004. Le premier hors-série paraît en octobre 2008 en noir et en couleur ; il est publié par l'Imprimerie Brailly.
Le directeur de publication est Guy Lecomte, et c'est Pierre Burgaleta qui se charge des hors-séries. Le rédacteur en chef est Ronald Pawly.